# 4 Rewolucyjny Pułk Warszawski
4 Rewolucyjny Pułk Warszawski (inaczej 4 Warszawski Pułk Strzelców) – pułk piechoty złożony z Polaków sformowany w Rosji, czynnie wspierający rewolucję bolszewicką.
Wchodził w skład II Brygady Zachodniej Dywizji Strzelców, potem zaś od 9 czerwca 1919 razem z całą dywizją formalnie wszedł w skład Armii Czerwonej.
W świetle komunikatów operacyjnych Sztabu Generalnego WP z lutego i marca 1919 17 lutego 1919 pułk znajdował się w Wilnie, a następnie jego żołnierze wyruszyli w kierunku Dobrego Boru.
19 kwietnia żołnierze pułku stoczyli całodzienną walkę z Grodzieńskim Pułkiem Strzelców, wskutek czego strona radziecka utraciła Stołowicze. Strzelcy grodzieńscy okupili to zwycięstwo 3 zabitymi i 7 rannymi. Wzięli do niewoli 40 jeńców i zdobyli 4 ckm-y, 7 koni, znaczną ilość amunicji i uzbrojenia.
Dowódcą był Makowski.